# Первая фотография Земли из космоса

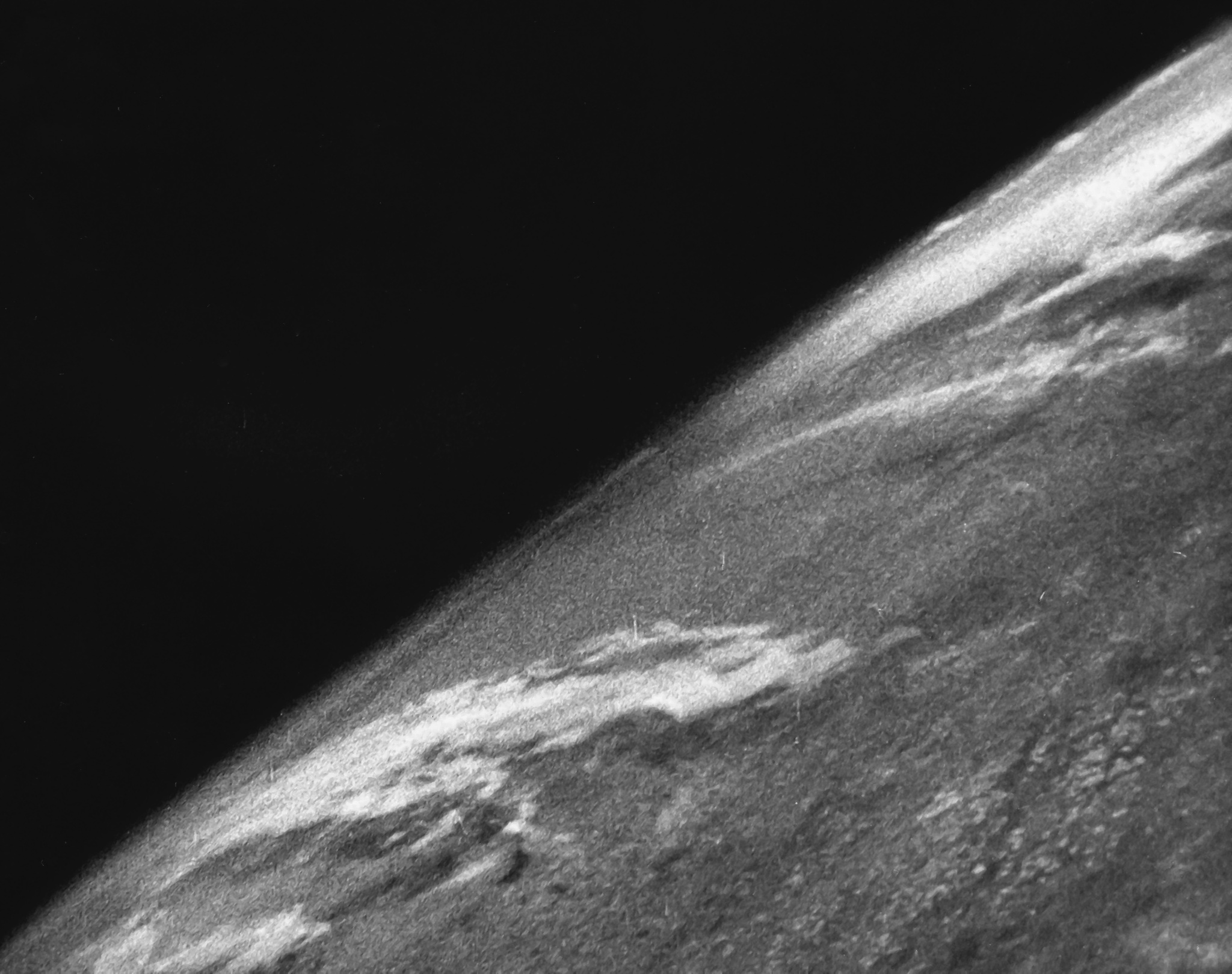
Первая фотография Земли из космоса (суборбитальная ракета V-2 (Фау-2), полёт № 13, 24 октября 1946 года)

Первая фотография Земли из космоса (англ. The First Ever Photograph from Space) — изображение планеты Земля, полученное 24 октября 1946 года при помощи 35-мм кинокамеры во время суборбитального полёта американской баллистической ракеты V-2. После капитуляции Германии в распоряжении армии США оказались около 100 трофейных ракет Фау-2. Корпуса и системы ракет, а также немецкий технический персонал были отправлены в США, где фирма General Electric, в рамках программы Hermes по разработке баллистических управляемых ракет, получила контракт на их сборку и испытания. При участии германских специалистов ракеты удалось воспроизвести достаточно быстро — уже 16 марта 1946 года была предпринята первая попытка запуска (безуспешная), а 10 мая 1946 года Фау-2 впервые успешно взлетела с полигона Уайт Сэндс в пустыне Нью-Мексико.
24 октября 1946 года ракета V-2 № 13 была запущена с полигона Уайт-Сэндс (White Sands). Превысив условную границу между атмосферой планеты и космосом (линия Кармана), она вышла на суборбитальную траекторию с апогеем 105 км (65 миль). Съёмка производилась 35-мм репортёрской кинокамерой DeVry (Devry motion picture camera) на чёрно-белую киноплёнку. Камера была приспособлена для съёмок с борта ракеты сотрудником Лаборатории прикладной физики Университета Джонса Хопкинса инженером Клайдом Холлидеем (Clyde Holliday). В боевой части, где в серийных ракетах размещался заряд взрывчатого вещества, Холлидей разместил восемь кинокамер в расчёте, что хотя бы одна из восьми отснятых кассет переживёт полёт. Фотографии делались с интервалом полторы секунды. Через несколько минут ракета упала и врезалась в землю со скоростью более 150 метров в секунду. Корпус камеры был разбит, но плёнка, предусмотрительно помещённая в стальную кассету, не пострадала. Когда учёные установили, что плёнка находится в хорошем состоянии, они настолько обрадовались, что «прыгали, как дети». По воспоминаниям очевидца, после того как они вернулись на стартовую площадку и стали просматривать снимки, «учёные просто сошли с ума». В 1950 году инженер Холлидей выразился, что фотографии «показывают, как наша Земля выглядела бы в глазах пришельцев с другой планеты, прилетевших на космическом корабле» («how our Earth would look to visitors from another planet coming in on a space ship»). В 1950 году вышел киносюжет National Geographic, посвящённый полёту 1946 года, в котором фотографии полёта были смонтированы.
До 1946 года рекордная высота, с которой была сделана фотография Земли, была достигнута на американском стратосферном аэростате Explorer II, сумевшем подняться выше 22 км в 1935 году. С 1946 и до окончания использования ракет «Фау-2» американские исследователи сделали более 1000 снимков планеты с высоты до 160 км (100 миль).